# آمونیوم فلوئوروسیلیکات
آمونیوم فلوئوروسیلیکات (به انگلیسی: Ammonium fluorosilicate) یک ترکیب شیمیایی با شناسه پاب‌کم ۲۸۱۴۵ است. شکل ظاهری این ترکیب، بلورهای سفید است.